# Stan Love
Stanley S. Love (født 9. april 1949, død 27. april 2025) var en professionel basketballspiller som mellem 1971-75 spillede 4 år i NBA.
Stan Love blev far til NBA-spilleren Kevin Love, og lillebror til Mike Love, som er kendt for at være forsanger i The Beach Boys.